# Fractured
Fractured (bra: Fratura) é um filme de suspense psicológico estadunidense de 2019 dirigido por Brad Anderson e escrito por Alan B. McElroy. É estrelado por Sam Worthington, Lily Rabe, Stephen Tobolowsky, Adjoa Andoh e Lucy Capri.
O filme teve sua estreia mundial no Fantastic Fest em 22 de setembro de 2019. Foi lançado em 11 de outubro de 2019, pela Netflix.

## Sinopse
Ray está voltando para casa com sua esposa, Joanne, e sua filha, Peri, após uma visita de Ação de Graças aos pais de Joanne. Ray e Joanne discutem sobre o estado de seu relacionamento. No carro, o aparelho de música de Peri para de funcionar devido às baterias descarregadas, Ray diz que vai comprar para ela no próximo posto de gasolina. Logo, Peri diz que precisa usar um banheiro, então eles fazem uma pausa em um posto de gasolina. O caixa diz a Ray que eles só aceitam dinheiro, então Ray dispensa as baterias, mas, além de uma coca para Joanne e um café para si mesmo, compra duas garrafinhas de bebida alcoólica. Depois de voltar para o carro, ele mente para Joanne dizendo que a loja não tinha baterias. Peri não consegue encontrar seu espelho compacto, então Joanne vai verificar o banheiro e Ray procura no banco de trás. Enquanto Ray está distraído, Peri começa a vagar em direção a um canteiro de obras deserto por causa de um balão preso em um vergalhão. Ela é ameaçada por um cachorro de rua e começa a recuar em direção a um buraco exposto. Ray joga uma pedra para assustar o cachorro, mas faz com que Peri caia no buraco. Ray, com o objetivo de agarrá-la, também cai e bate com a cabeça. Ele volta atordoado e encontra Joanne, que desceu e está verificando se há ferimentos em Peri. Depois que sua cabeça clareia, ele pega Peri e decide mandar ver o braço machucado dela em um hospital por onde passaram alguns quilômetros atrás. 
Durante o processo de admissão, o casal é questionado se gostaria que Peri fosse incluído no cadastro de doadores de órgãos, o que eles recusam. Peri é atendida por um médico que afirma que seu braço está quebrado e que ele quer que ela faça uma tomografia computadorizada para o caso de ela sofrer um ferimento na cabeça. Joanne a acompanha até a instalação de digitalização no porão, enquanto Ray adormece na sala de espera.
Ray acorda horas depois e pergunta à equipe do hospital se pode ver sua esposa e filha, mas é informado de que não há registro delas. A maioria dos médicos mudou de turno, e a única enfermeira que ainda está lá diz que Ray veio sozinho e foi tratado de um ferimento na cabeça. Ray fica angustiado, é contido por seguranças e, após receber um sedativo, é trancado em um quarto. Ele escapa e acena para dois policiais, que concordam em investigar.
Outras evidências são encontradas de que a família de Ray nunca esteve no hospital; e ele é levado pela polícia e um psiquiatra do hospital para o posto de gasolina. Também foi descoberto que Ray era um alcoólatra em recuperação, cuja primeira esposa Abby morreu com seu filho ainda não nascido há seis anos. Eles encontram uma grande mancha de sangue no fosso e tentam prender Ray sob suspeita de ele ter assassinado sua esposa e filha. Ele pega a arma de um oficial e tranca todos no posto de gasolina antes de retornar ao hospital. Ele chega ao porão, depois de estrangular um segurança até a morte, e descobre que Peri está prestes a ter seus órgãos retirados. Ele a arrasta para fora da sala de operação, junto com Joanne drogada, atirando na perna de um médico enquanto eles saem. Enquanto eles partem, é revelado que sua família morreu na cova; Peri de sua queda e Joanne depois que Ray a empurrou e seu crânio pousou em um pedaço de vergalhão protuberante. Seus corpos estiveram no porta-malas do carro o tempo todo, e os eventos da visita ao hospital foram o resultado da psique de Ray tentando negar a realidade do que havia acontecido. No banco de trás, um paciente gravemente doente que Ray extraiu de uma cirurgia, achando que é sua família, está inconsciente.

## Elenco
- Sam Worthington como Ray Monroe
- Lily Rabe como Joanne Monroe
- Lucy Capri como Peri Monroe
- Adjoa Andoh como Dr. Isaacs
- Stephen Tobolowsky como Dr. Berthram
- Lauren Cochrane como oficial Chilches
- Shane Dean como oficial Griggs
- Chris Sigurdson como Dr. Lugado
- Chad Bruce como segurança Jeff
- Stephanie Sy como enfermeira Anne
- Dorothy Carroll como secretária de admissões
- Erik Athavale como Dr. Bruce Volk

## Produção
Em novembro de 2018, Sam Worthington assinou contrato para estrelar, com Brad Anderson contratado para dirigir o roteiro de Alan B. McElroy, produção de Paul Schiff, Neal Edelstein e Mike Macari e distribuição da Netflix. Em dezembro de 2018, Lily Rabe, Stephen Tobolowsky, Adjoa Andoh e Lucy Capri se juntaram ao elenco. A produção começou naquele mês. A fotografia principal do filme ocorreu em uma locação em Winnipeg, Manitoba, Canadá, de novembro de 2018 a janeiro de 2019.

## Lançamento
O filme teve sua estreia mundial no Fantastic Fest em 22 de setembro de 2019. Foi lançado na Netflix em 11 de outubro de 2019.

## Recepção
Na Rotten Tomatoes, o filme mantém um índice de aprovação de 59% com base em 29 críticas, com uma média ponderada de 5,70/10. O consenso crítico do site diz: "Liderado por uma atuação impressionante de Sam Worthington, Fractured é um mistério razoavelmente divertido com emoções suficientes para compensar uma história familiar". No Metacritic, o filme tem uma pontuação média ponderada de 36 de 100 com base em 5 avaliações, indicando "críticas geralmente desfavoráveis".